# Etincelles FC
El Etincelles Football Club es un equipo de fútbol de Ruanda que juega en la Primera División de Ruanda, la liga de fútbol más importante del país.

## Historia
Fue fundado en el año 1962 la ciudad de Gisenyi y nunca ha sido campeón de la Primera División en su historia, aunque sí ha ganado el Torneo de Copa en 1 ocasión cuando se denominaba Copa de los Presidentes en 1988.
A nivel internacional ha participado en 2 torneos continentales, donde su mejor participación ha sido en la Recopa Africana de 1989, donde llegó hasta la Segunda ronda.

## Palmarés
- Copa de Ruanda: 1

1988

## Participación en competiciones de la CAF
| Temporada | Torneo                       | Ronda      | Club        | Casa | Visita | Global |
| --------- | ---------------------------- | ---------- | ----------- | ---- | ------ | ------ |
| 1989      | Recopa Africana              | 1          | Vital'O FC  | 1-1  | 1-0    | 2-1    |
| 1989      | Recopa Africana              | 2          | AS Kalamu   | 0-0  | 0-1    | 0-1    |
| 2011      | Copa Confederación de la CAF | Preliminar | AC Léopards | 0-2  | 1-1    | 1-3    |